# Pseudotrochalus nigrofuscus
Pseudotrochalus nigrofuscus är en skalbaggsart som beskrevs av Moser 1924. Pseudotrochalus nigrofuscus ingår i släktet Pseudotrochalus och familjen Melolonthidae. Inga underarter finns listade i Catalogue of Life.